# Campeonato Europeo de baloncesto femenino Sub-20 de 2014
El Campeonato Europeo Sub-20 de Baloncesto Femenino de 2014 fue la decimotercera edición del campeonato europeo de baloncesto para selecciones nacionales femeninas sub-20. En el torneo, disputado en Udine, Italia, del 3 al 13 de julio de 2014, compitieron un total de dieciséis nacionales afiliadas a FIBA Europa por el título de campeón europeo, cuyo anterior portador era el equipo de Francia, vencedor de la edición anterior.
La selección de Francia se adjudicó la medalla de oro por tercera vez, al derrotar en la final al equipo de España, en la prórroga, con un marcador de 42-47.  En el partido por el tercer puesto el conjunto local de Italia venció al de Serbia para hacerse con la medalla de bronce.

## Equipos participantes
Tras el descenso en la anterior edición de Alemania, Hungría y Lituania, ascendieron Bélgica, como ganadora de la División B del Campeonato Europeo de Baloncesto Femenino Sub-20 de 2013; República Checa, como subcampeonas de la misma; y Letonia, como tercer clasificado.
- Bélgica (1º)
- Bielorrusia
- España
- Suecia
- Francia
- Grecia
- Italia
- Letonia (3º)
- Países Bajos
- Polonia
- República Checa (2º)
- Rusia
- Serbia
- Eslovaquia
- Turquía
- Ucrania

## Organización

### Formato
Primera ronda
En la primera ronda, los equipos se dividieron en cuatro grupos de cuatro equipos cada uno. Los tres primeros clasificados de cada ronda avanzan a la segunda ronda, y el último clasificado jugará en el grupo G, y luego en los playoffs por el 9.º-16.º lugar.
Segunda ronda
En la segunda ronda, los doce equipos que avanzaron de la primera ronda se dividieron en dos grupos de 6 equipos cada uno. Los cuatro primeros clasificados avanzan a los cuartos de final, mientras que los dos últimos jugarán los playoffs por el 9.º-16.º lugar.
Fase de clasificación
Por una parte, los equipos clasificados en último lugar en la primera ronda se enfrentan entre sí en el grupo G para determinar sus posiciones en el cuadro por el 9.º-16.º lugar, donde se les unirán los dos últimos clasificados de los dos grupos de la segunda ronda para determinar el cuadro completo.
Por otra parte, los cuatro primeros clasificados en cada grupo de la segunda ronda avanzan a los cuartos de final. En cuartos de final, los ganadores avanzan a semifinales, y los perdedores, al cuadro por el 5.º-8.º puesto.

### Sedes
| Udine                      | Udine |
| Palasport Manlio Benedetti | Udine |
| Capacidad: 2 000           | Udine |
|                            | Udine |

### Sorteo de grupos
El sorteo de grupos tuvo lugar el 1 de diciembre de 2013 en Freising, Alemania. Los grupos de primera ronda quedaron distribuidos de la siguiente forma: 
| Grupo A                               | Grupo B                       | Grupo C                          | Grupo D                                     |
| ------------------------------------- | ----------------------------- | -------------------------------- | ------------------------------------------- |
| Bélgica República Checa Rusia Turquía | España Francia Grecia Letonia | Eslovaquia Serbia Suecia Ucrania | Bielorrusia Italia (H) Países Bajos Polonia |

## Primera ronda
Todos los horarios corresponden al huso horario local (Horario de verano de Europa occidental – UTC+1).

### Grupo A
| Pos. | Equipo          | PJ | G | P | PF  | PC  | DP  | Pts | Clasificación |
| ---- | --------------- | -- | - | - | --- | --- | --- | --- | ------------- |
| 1    | Turquía         | 3  | 3 | 0 | 185 | 138 | +47 | 6   | Segunda ronda |
| 2    | Rusia           | 3  | 2 | 1 | 178 | 143 | +35 | 5   | Segunda ronda |
| 3    | República Checa | 3  | 1 | 2 | 172 | 213 | −41 | 4   | Segunda ronda |
| 4    | Bélgica         | 3  | 0 | 3 | 144 | 185 | −41 | 3   | Grupo G       |

 Fuente: FIBA
Jornada 1
| 3 de julio | Rusia                                                             | 47–53                                | Turquía                                                        | Udine                                                                                                   |  |
| 16:15      | Parciales: 9–12, 11–16, 11–11, 16–14                              | Parciales: 9–12, 11–16, 11–11, 16–14 | Parciales: 9–12, 11–16, 11–11, 16–14                           | |  |
|            | Estadísticas Novikova 13 tres jugadoras 5 Pachurina 2 Novikova 16 | Reporte Pts Reb Asts Val             | Estadísticas 11 Şenyürek 7 Çoklar 1 cinco jugadoras 9 Şenyürek | Pabellón: Palasport Manlio Benedetti Asistencia: 40 espectadores Árbitros: Laurie Meoung Andrei Sharapa |  |

| 3 de julio | República Checa                                                      | 71–64                                | Bélgica                                                                 | Udine |  |
| 18:30      | Parciales: 18–15, 15–9, 17–20, 21–20                                 | Parciales: 18–15, 15–9, 17–20, 21–20 | Parciales: 18–15, 15–9, 17–20, 21–20                                    | |  |
|            | Estadísticas Hošková 22 Vojtíková 6 Andělová, Vyoralová 2 Hošková 25 | Reporte Pts Reb Asts Val             | Estadísticas 19 Adams 9 Nahwezhi-Bende 2 Nahwezhi-Bende, Adams 19 Adams | Pabellón: Palasport Manlio Benedetti Asistencia: 45 espectadores Árbitros: Kimiko Nakadake Jelena Smiljanic |  |

Jornada 2
| 4 de julio | Turquía                                                          | 84–49                                 | República Checa                                                           | Udine                                                                                                 |  |
| 14:00      | Parciales: 18–12, 21–14, 27–12, 18–11                            | Parciales: 18–12, 21–14, 27–12, 18–11 | Parciales: 18–12, 21–14, 27–12, 18–11                                     | |  |
|            | Estadísticas Şenyürek 16 Köksal 8 cuatro jugadoras 2 Şenyürek 17 | Reporte Pts Reb Asts Val              | Estadísticas 11 Opočenská 6 Vojtíková 3 Havlíková, Matulková 11 Opočenská | Pabellón: Palasport Manlio Benedetti Asistencia: 100 espectadores Árbitros: Åsa Jernmo Marek Kúkelčík |  |

| 4 de julio | Bélgica                                                                         | 38–66                               | Rusia                                                               | Udine |  |
| 16:15      | Parciales: 9–13, 10–23, 12–15, 7–15                                             | Parciales: 9–13, 10–23, 12–15, 7–15 | Parciales: 9–13, 10–23, 12–15, 7–15                                 | |  |
|            | Estadísticas Delaere 11 Delaere, Nauwelaers 6 Nahwezhi-Bende, Adams 2 Delaere 9 | Reporte Pts Reb Asts Val            | Estadísticas 12 Gladkova 5 tres jugadoras 2 Gladkova 13 Marchenkova | Pabellón: Palasport Manlio Benedetti Asistencia: 35 espectadores Árbitros: Dariusz Zapolski Vasiliki Tsaroucha |  |

Jornada 3
| 5 de julio | Rusia                                                      | 65–52                                 | República Checa                                          | Udine |  |
| 18:30      | Parciales: 17–11, 20–10, 11–18, 17–13                      | Parciales: 17–11, 20–10, 11–18, 17–13 | Parciales: 17–11, 20–10, 11–18, 17–13                    | |  |
|            | Estadísticas Razheva 19 Novikova 13 Novikova 5 Novikova 22 | Reporte Pts Reb Asts Val              | Estadísticas 17 Hošková 6 Hošková 2 Havlíková 10 Hošková | Pabellón: Palasport Manlio Benedetti Asistencia: 100 espectadores Árbitros: Åsa Jernmo Fabiana Martinescu |  |

| 5 de julio | Bélgica                                                           | 42–48                               | Turquía                                                                 | Udine |  |
| 20:45      | Parciales: 6–11, 12–14, 16–13, 8–10                               | Parciales: 6–11, 12–14, 16–13, 8–10 | Parciales: 6–11, 12–14, 16–13, 8–10                                     | |  |
|            | Estadísticas Nauwelaers 12 Grzesinski 12 de Baets 3 Grzesinski 13 | Reporte Pts Reb Asts Val            | Estadísticas 10 Köksal 10 Şenyürek 2 cuatro jugadoras 8 Akbaş, Şenyürek | Pabellón: Palasport Manlio Benedetti Asistencia: 100 espectadores Árbitros: Maj Kazuko Forsberg Andrei Sharapa |  |

### Grupo B
| Pos. | Equipo  | PJ | G | P | PF  | PC  | DP  | Pts | Clasificación |
| ---- | ------- | -- | - | - | --- | --- | --- | --- | ------------- |
| 1    | España  | 3  | 3 | 0 | 175 | 146 | +29 | 6   | Segunda ronda |
| 2    | Francia | 3  | 2 | 1 | 177 | 127 | +50 | 5   | Segunda ronda |
| 3    | Letonia | 3  | 1 | 2 | 178 | 196 | −18 | 4   | Segunda ronda |
| 4    | Grecia  | 3  | 0 | 3 | 130 | 191 | −61 | 3   | Grupo G       |

 Fuente: FIBA
Jornada 1
| 3 de julio | Grecia                                                           | 56–69                                 | Letonia                                            | Udine                                                                                                 |  |
| 16:15      | Parciales: 11–11, 17–24, 14–17, 14–17                            | Parciales: 11–11, 17–24, 14–17, 14–17 | Parciales: 11–11, 17–24, 14–17, 14–17              | |  |
|            | Estadísticas Stamolamprou 21 Tarla 8 cuatro jugadoras 1 Tarla 12 | Reporte Pts Reb Asts Val              | Estadísticas 14 Vilka 6 Vilka 2 Jākobsone 15 Vilka | Pabellón: Palasport Manlio Benedetti Asistencia: 50 espectadores Árbitros: Mila Cavara Manuel Mazzoni |  |

| 3 de julio | Francia                                                             | 42–48                              | España                                                     | Udine |  |
| 18:30      | Parciales: 3–11, 12–13, 9–6, 18–18                                  | Parciales: 3–11, 12–13, 9–6, 18–18 | Parciales: 3–11, 12–13, 9–6, 18–18                         | |  |
|            | Estadísticas Époupa 14 Badiane 8 Djaldi-Tabdi, Millavet 1 Époupa 18 | Reporte Pts Reb Asts Val           | Estadísticas 12 Ndour 8 Zaragoza 1 cinco jugadoras 8 Pujol | Pabellón: Palasport Manlio Benedetti Asistencia: 150 espectadores Árbitros: Vincent Delestrée Marek Kúkelčík |  |

Jornada 2
| 4 de julio | Letonia                                                              | 43–68                              | Francia                                                       | Udine |  |
| 14:00      | Parciales: 14–21, 9–25, 9–18, 11–4                                   | Parciales: 14–21, 9–25, 9–18, 11–4 | Parciales: 14–21, 9–25, 9–18, 11–4                            | |  |
|            | Estadísticas Vilka 11 Tomsone, Dzarcane 5 cuatro jugadoras 1 Vilka 8 | Reporte Pts Reb Asts Val           | Estadísticas 10 Turčinović 13 Badiane 5 Turčinović 18 Badiane | Pabellón: Palasport Manlio Benedetti Asistencia: 100 espectadores Árbitros: Kimiko Nakadake Jelena Smiljanic |  |

| 4 de julio | España                                              | 55–38                              | Grecia                                                          | Udine |  |
| 16:15      | Parciales: 9–11, 21–14, 14–7, 11–6                  | Parciales: 9–11, 21–14, 14–7, 11–6 | Parciales: 9–11, 21–14, 14–7, 11–6                              | |  |
|            | Estadísticas Montoliu 14 Ndour 8 Romero 4 Romero 14 | Reporte Pts Reb Asts Val           | Estadísticas 11 Tarla 16 Tarla 2 Stamolamprou, Kyratzi 15 Tarla | Pabellón: Palasport Manlio Benedetti Asistencia: 100 espectadores Árbitros: Fabiana Martinescu Laurie Meboung |  |

Jornada 3
| 5 de julio | Francia                                    | 67–36                              | Grecia                                                               | Udine                                                                                                  |  |
| 18:30      | Parciales: 17–7, 21–8, 13–13, 16–8         | Parciales: 17–7, 21–8, 13–13, 16–8 | Parciales: 17–7, 21–8, 13–13, 16–8                                   | |  |
|            | Estadísticas Gaye 15 Gaye 6 Gaye 3 Gaye 20 | Reporte Pts Reb Asts Val           | Estadísticas 14 Stamolamprou 3 Tarla 1 Emmanouilidou 11 Stamolamprou | Pabellón: Palasport Manlio Benedetti Asistencia: 30 espectadores Árbitros: Ilona Kučerová Jelena Tomić |  |

| 5 de julio | Letonia                                                             | 66–72                                | España                                            | Udine |  |
| 20:45      | Parciales: 27–13, 15–24, 15–14, 9–21                                | Parciales: 27–13, 15–24, 15–14, 9–21 | Parciales: 27–13, 15–24, 15–14, 9–21              | |  |
|            | Estadísticas Vilka 20 Vilka, K. Aizsila 5 tres jugadoras 1 Vilka 21 | Reporte Pts Reb Asts Val             | Estadísticas 20 Ndour 6 Arrojo 4 Romero 22 Arrojo | Pabellón: Palasport Manlio Benedetti Asistencia: 100 espectadores Árbitros: Mila Cavara Dariusz Zapolski |  |

### Grupo C
| Pos. | Equipo     | PJ | G | P | PF  | PC  | DP  | Pts | Clasificación |
| ---- | ---------- | -- | - | - | --- | --- | --- | --- | ------------- |
| 1    | Serbia     | 3  | 2 | 1 | 211 | 196 | +15 | 5   | Segunda ronda |
| 2    | Eslovaquia | 3  | 2 | 1 | 201 | 169 | +32 | 5   | Segunda ronda |
| 3    | Ucrania    | 3  | 1 | 2 | 174 | 201 | −27 | 4   | Segunda ronda |
| 4    | Suecia     | 3  | 1 | 2 | 164 | 184 | −20 | 4   | Grupo G       |

 Fuente: FIBA
Notas:
1. 1 2  Serbia 70–67 Eslovaquia
2. 1 2  Ucrania 59–51 Suecia

Jornada 1
| 3 de julio | Serbia                                                         | 70–67                                 | Eslovaquia                                                             | Udine |  |
| 14:00      | Parciales: 23–15, 10–26, 20–11, 17–15                          | Parciales: 23–15, 10–26, 20–11, 17–15 | Parciales: 23–15, 10–26, 20–11, 17–15                                  | |  |
|            | Estadísticas Stanković 20 Stanković 15 Stanaćev 4 Stanković 33 | Reporte Pts Reb Asts Val              | Estadísticas 20 Slamová 8 Hruščáková, Hadačová 3 Wrzesiński 17 Slamová | Pabellón: Palasport Manlio Benedetti Asistencia: 200 espectadores Árbitros: Maj Kazuko Forsberg Fernando Calatrava |  |

| 3 de julio | Suecia                                                        | 51–59                               | Ucrania                                                         | Udine |  |
| 16:15      | Parciales: 9–22, 19–14, 15–13, 8–10                           | Parciales: 9–22, 19–14, 15–13, 8–10 | Parciales: 9–22, 19–14, 15–13, 8–10                             | |  |
|            | Estadísticas Hanson 19 Mirkovic 10 Ilic, Mirkovic 4 Hanson 14 | Reporte Pts Reb Asts Val            | Estadísticas 21 Horobets 17 Yurkevichus 3 Krayevska, Skorbatyuk | Pabellón: Palasport Manlio Benedetti Asistencia: 100 espectadores Árbitros: Dariusz Zapolski Vasiliki Tsaroucha |  |

Jornada 2
| 4 de julio | Eslovaquia                                                           | 62–38                               | Suecia                                                    | Udine                                                                                                   |  |
| 14:00      | Parciales: 11–13, 16–7, 22–7, 13–11                                  | Parciales: 11–13, 16–7, 22–7, 13–11 | Parciales: 11–13, 16–7, 22–7, 13–11                       | |  |
|            | Estadísticas Wrzesiński 19 Hadačová 7 tres jugadoras 2 Wrzesiński 23 | Reporte Pts Reb Asts Val            | Estadísticas 14 Claesson 8 Mirkovic 3 Hersler 11 Mirkovic | Pabellón: Palasport Manlio Benedetti Asistencia: 100 espectadores Árbitros: Jelena Tomic Carole Delaune |  |

| 4 de julio | Ucrania                                                            | 54–78                                | Serbia                                                                            | Udine                                                                                               |  |
| 18:30      | Parciales: 19–25, 16–20, 7–17, 12–16                               | Parciales: 19–25, 16–20, 7–17, 12–16 | Parciales: 19–25, 16–20, 7–17, 12–16                                              | |  |
|            | Estadísticas Uro-Nilie 19 Yurkevichus 11 Skorbatyuk 4 Uro-Nilie 15 | Reporte Pts Reb Asts Val             | Estadísticas 14 Stanković 5 Vučković, Stanković 5 Stanaćev 15 Stanaćev, Stanković | Pabellón: Palasport Manlio Benedetti Asistencia: 45 espectadores Árbitros: Oskars Lucis Mila Cavara |  |

Jornada 3
| 5 de julio | Serbia                                                      | 63–75                                | Suecia                                                       | Udine |  |
| 14:00      | Parciales: 11–27, 11–6, 22–20, 19–22                        | Parciales: 11–27, 11–6, 22–20, 19–22 | Parciales: 11–27, 11–6, 22–20, 19–22                         | |  |
|            | Estadísticas Mandić 16 Corda, Mandić 4 Stanaćev 3 Mandić 14 | Reporte Pts Reb Asts Val             | Estadísticas 18 Ilic 10 Jakovljevic 4 Ilic, Claesson 22 Ilic | Pabellón: Palasport Manlio Benedetti Asistencia: 100 espectadores Árbitros: Kimiko Nakadake Vasiliki Tsaroucha |  |

| 5 de julio | Ucrania                                                     | 61–72                                | Eslovaquia                                                         | Udine |  |
| 14:00      | Parciales: 15–17, 9–14, 19–26, 18–15                        | Parciales: 15–17, 9–14, 19–26, 18–15 | Parciales: 15–17, 9–14, 19–26, 18–15                               | |  |
|            | Estadísticas Uro-Nilie 23 Krayevska 5 Khomiak 1 Horobets 19 | Reporte Pts Reb Asts Val             | Estadísticas 18 Wrzesiński 7 Hruščáková 4 Wrzesiński 19 Wrzesiński | Pabellón: Palasport Manlio Benedetti Asistencia: 46 espectadores Árbitros: Laurie Meboung Manuel Mazzoni |  |

### Grupo D
| Pos. | Equipo       | PJ | G | P | PF  | PC  | DP  | Pts | Clasificación |
| ---- | ------------ | -- | - | - | --- | --- | --- | --- | ------------- |
| 1    | Países Bajos | 3  | 2 | 1 | 197 | 154 | +43 | 5   | Segunda ronda |
| 2    | Polonia      | 3  | 2 | 1 | 184 | 143 | +41 | 5   | Segunda ronda |
| 3    | Italia       | 3  | 2 | 1 | 164 | 173 | −9  | 5   | Segunda ronda |
| 4    | Bielorrusia  | 3  | 0 | 3 | 146 | 221 | −75 | 3   | Grupo G       |

 Fuente: FIBA
Notas:
1. 1 2 3  Países Bajos: 3 pts., +21 DP; Polonia: 3 pts., +2 DP; Italia: 3 pts., -23 DP

Jornada 1
| 3 de julio | Polonia                                                        | 73–34                              | Bielorrusia                                                | Udine                                                                                              |  |
| 18:30      | Parciales: 27–6, 17–9, 15–11, 14–8                             | Parciales: 27–6, 17–9, 15–11, 14–8 | Parciales: 27–6, 17–9, 15–11, 14–8                         | |  |
|            | Estadísticas Adamowicz 13 Wozniak 7 Fiszer 3 tres jugadoras 15 | Reporte Pts Reb Asts Val           | Estadísticas 8 Kiuliak, Papova 7 Papova 3 Papova 11 Papova | Pabellón: Palasport Manlio Benedetti Asistencia: 50 espectadores Árbitros: Aytuğ Ekti Jelena Tomic |  |

| 3 de julio | Países Bajos                                                   | 65–39                               | Italia                                                         | Udine |  |
| 20:45      | Parciales: 23–14, 11–6, 13–7, 18–12                            | Parciales: 23–14, 11–6, 13–7, 18–12 | Parciales: 23–14, 11–6, 13–7, 18–12                            | |  |
|            | Estadísticas Guijt 19 Treffers 18 tres jugadoras 2 Treffers 29 | Reporte Pts Reb Asts Val            | Estadísticas 10 Milazzo 8 Ercoli 3 Gambarini 7 Milazzo, Ercoli | Pabellón: Palasport Manlio Benedetti Asistencia: 300 espectadores Árbitros: Åsa Jernmo Fabiana Martinescu |  |

Jornada 2
| 4 de julio | Bielorrusia                                                  | 60–82                                 | Países Bajos                                             | Udine                                                                       |  |
| 16:15      | Parciales: 11–37, 10–16, 18–12, 21–17                        | Parciales: 11–37, 10–16, 18–12, 21–17 | Parciales: 11–37, 10–16, 18–12, 21–17                    |                                                                             |  |
|            | Estadísticas Kiuliak 18 Papova 8 tres jugadoras 2 Kiuliak 18 | Reporte Pts Reb Asts Val              | Estadísticas 30 Guijt 12 Treffers 6 Treffers 28 Treffers | Pabellón: Palasport Manlio Benedetti Asistencia: 100 espectadores Árbitros: |  |

| 4 de julio | Italia                                               | 59–56                                | Polonia                                              | Udine |  |
| 20:45      | Parciales: 20–13, 15–13, 16–17, 8–13                 | Parciales: 20–13, 15–13, 16–17, 8–13 | Parciales: 20–13, 15–13, 16–17, 8–13                 | |  |
|            | Estadísticas Milazzo 13 Penna 9 Gambarini 4 Penna 17 | Reporte Pts Reb Asts Val             | Estadísticas 20 Fiszer 7 Jakubiuk 3 Fiszer 16 Fiszer | Pabellón: Palasport Manlio Benedetti Asistencia: 300 espectadores Árbitros: Maj Kazuko Forsberg Ilona Kucerová |  |

Jornada 3
| 5 de julio | Países Bajos                                                   | 50–55                                | Polonia                                                                | Udine |  |
| 16:15      | Parciales: 16–14, 12–10, 15–20, 7–11                           | Parciales: 16–14, 12–10, 15–20, 7–11 | Parciales: 16–14, 12–10, 15–20, 7–11                                   | |  |
|            | Estadísticas Guijt 16 Treffers 8 de Jonge 3 Guijt, Treffers 10 | Reporte Pts Reb Asts Val             | Estadísticas 11 Fiszer 7 Szajtauer, Jakubiuk 2 Stankiewicz 15 Jakubiuk | Pabellón: Palasport Manlio Benedetti Asistencia: 100 espectadores Árbitros: Oskars Lucis Jelena Smiljanic |  |

| 5 de julio | Bielorrusia                                                                     | 52–66                                 | Italia                                                          | Udine |  |
| 20:45      | Parciales: 10–17, 10–20, 17–12, 15–17                                           | Parciales: 10–17, 10–20, 17–12, 15–17 | Parciales: 10–17, 10–20, 17–12, 15–17                           | |  |
|            | Estadísticas Vabishchevich, Papova 15 Papova 12 Stsiapanava, Papova 2 Papova 19 | Reporte Pts Reb Asts Val              | Estadísticas 12 Orazzo 7 Barberis 3 Bonasia 17 Orazzo, Barberis | Pabellón: Palasport Manlio Benedetti Asistencia: 400 espectadores Árbitros: Carole Delaune Marek Kúkelčík |  |

## Segunda ronda

### Grupo E
| Pos. | Equipo          | PJ | G | P | PF  | PC  | DP   | Pts | Clasificación    |
| ---- | --------------- | -- | - | - | --- | --- | ---- | --- | ---------------- |
| 1    | España          | 5  | 4 | 1 | 320 | 283 | +37  | 9   | Cuartos de final |
| 2    | Francia         | 5  | 4 | 1 | 302 | 235 | +67  | 9   | Cuartos de final |
| 3    | Rusia           | 5  | 3 | 2 | 303 | 288 | +15  | 8   | Cuartos de final |
| 4    | Letonia         | 5  | 2 | 3 | 287 | 305 | −18  | 7   | Cuartos de final |
| 5    | Turquía         | 5  | 2 | 3 | 280 | 269 | +11  | 7   | Cuadro 9º-16º    |
| 6    | República Checa | 5  | 0 | 5 | 251 | 363 | −112 | 5   | Cuadro 9º-16º    |

 Fuente: FIBA
Notas:
1. 1 2  España 48–42 Francia
2. 1 2  Letonia 60–53 Turquía

Jornada 1
| 7 de julio | República Checa                                                                  | 58–70                                | España                                          | Udine |  |
| 16:15      | Parciales: 17–19, 19–20, 12–8, 10–23                                             | Parciales: 17–19, 19–20, 12–8, 10–23 | Parciales: 17–19, 19–20, 12–8, 10–23            | |  |
|            | Estadísticas Hošková 14 Vyoralová 9 Vyoralová, Vojtíková 2 Hošková, Vyoralová 12 | Reporte Pts Reb Asts Val             | Estadísticas 17 Ndour 8 Ndour 4 Romero 19 Ndour | Pabellón: Palasport Manlio Benedetti Asistencia: 50 espectadores Árbitros: Jelena Tomic Vasiliki Tsaroucha |  |

| 7 de julio | Francia                                                           | 55–51                              | Rusia                                                       | Udine                                                                                                 |  |
| 18:30      | Parciales: 12–17, 5–7, 27–9, 11–18                                | Parciales: 12–17, 5–7, 27–9, 11–18 | Parciales: 12–17, 5–7, 27–9, 11–18                          | |  |
|            | Estadísticas Époupa 15 Badiane 15 Turčinović, Époupa 1 Badiane 22 | Reporte Pts Reb Asts Val           | Estadísticas 8 cuatro jugadoras 8 Razheva 1 Sych 11 Razheva | Pabellón: Palasport Manlio Benedetti Asistencia: 50 espectadores Árbitros: Mila Cavara Manuel Mazzoni |  |

| 7 de julio | Letonia                                                              | 60–53                                 | Turquía                                             | Udine |  |
| 20:45      | Parciales: 17–13, 20–18, 12–12, 11–10                                | Parciales: 17–13, 20–18, 12–12, 11–10 | Parciales: 17–13, 20–18, 12–12, 11–10               | |  |
|            | Estadísticas Vilka 13 Stipra, Vilka 5 A. Aizsila 3 Vilka, Langina 10 | Reporte Pts Reb Asts Val              | Estadísticas 14 Bilgiç 10 Çoklar 2 Bilgiç 15 Bilgiç | Pabellón: Palasport Manlio Benedetti Asistencia: 60 espectadores Árbitros: Laurie Meboung Marek Kúkelčík |  |

Jornada 2
| 8 de julio | Letonia                                                              | 59–49                                | República Checa                                                    | Udine |  |
| 16:15      | Parciales: 17–12, 14–13, 8–12, 20–12                                 | Parciales: 17–12, 14–13, 8–12, 20–12 | Parciales: 17–12, 14–13, 8–12, 20–12                               | |  |
|            | Estadísticas Vilka 15 Langina 9 Laksa, K. Aizsila 2 Stipra, Laksa 16 | Reporte Pts Reb Asts Val             | Estadísticas 12 Hošková 8 Hošková 1 Andělová, Opocenska 12 Hošková | Pabellón: Palasport Manlio Benedetti Asistencia: 45 espectadores Árbitros: Åsa Jernmo Fernando Calatrava |  |

| 8 de julio | Rusia                                                                                   | 77–69                                 | España                                          | Udine |  |
| 16:15      | Parciales: 21–16, 17–21, 21–21, 18–11                                                   | Parciales: 21–16, 17–21, 21–21, 18–11 | Parciales: 21–16, 17–21, 21–21, 18–11           | |  |
|            | Estadísticas Levchenko 25 Prosolupova, Marchenkova 6 Levchenko, Gladkova 3 Levchenko 27 | Reporte Pts Reb Asts Val              | Estadísticas 21 Ndour 8 Ndour 7 Romero 27 Ndour | Pabellón: Palasport Manlio Benedetti Asistencia: 100 espectadores Árbitros: Ilona Kucerová Jelena Smiljanic |  |

| 8 de julio | Turquía                                                 | 50–52                               | Francia                                         | Udine |  |
| 18:30      | Parciales: 7–3, 19–10, 11–11, 13–28                     | Parciales: 7–3, 19–10, 11–11, 13–28 | Parciales: 7–3, 19–10, 11–11, 13–28             | |  |
|            | Estadísticas Akbaş 13 tres jugadoras 5 Bilgiç 4 Akbaş 9 | Reporte Pts Reb Asts Val            | Estadísticas 18 Touré 10 Gaye 5 Époupa 20 Touré | Pabellón: Palasport Manlio Benedetti Asistencia: 100 espectadores Árbitros: Nuno Monteiro Maj Kazuko Forsberg |  |

Jornada 3
| 9 de julio | España                                             | 61–40                              | Turquía                                                         | Udine                                                                                                 |  |
| 18:30      | Parciales: 21–1, 9–9, 20–14, 11–16                 | Parciales: 21–1, 9–9, 20–14, 11–16 | Parciales: 21–1, 9–9, 20–14, 11–16                              | |  |
|            | Estadísticas Romero 20 Ndour 13 Romero 5 Romero 28 | Reporte Pts Reb Asts Val           | Estadísticas 11 Şenyürek 5 Şenyürek 2 Akbas, Bilgiç 10 Şenyürek | Pabellón: Palasport Manlio Benedetti Asistencia: 150 espectadores Árbitros: Andrej Lovsin Mila Cavara |  |

| 9 de julio | Rusia                                                                    | 63–59                                 | Letonia                                                                      | Udine |  |
| 18:30      | Parciales: 16–21, 13–13, 16–14, 18–11                                    | Parciales: 16–21, 13–13, 16–14, 18–11 | Parciales: 16–21, 13–13, 16–14, 18–11                                        | |  |
|            | Estadísticas Gladkova 16 tres jugadoras 7 Novikova, Razheva 2 Razheva 19 | Reporte Pts Reb Asts Val              | Estadísticas 15 K. Aizsila 6 Vilka 2 Vilka, K. Aizsila 10 Stipra, A. Aizsila | Pabellón: Palasport Manlio Benedetti Asistencia: 50 espectadores Árbitros: Dariusz Zapolski Manuel Mazzoni |  |

| 9 de julio | Francia                                                                      | 85–43                                | República Checa                                              | Udine |  |
| 20:45      | Parciales: 17–11, 18–11, 33–7, 17–14                                         | Parciales: 17–11, 18–11, 33–7, 17–14 | Parciales: 17–11, 18–11, 33–7, 17–14                         | |  |
|            | Estadísticas Djaldi-Tabdi 24 Badiane, Gaye 7 Paget, Époupa 3 Djaldi-Tabdi 30 | Reporte Pts Reb Asts Val             | Estadísticas 8 Havlíková 5 Havlíková 2 Matulková 8 Havlíková | Pabellón: Palasport Manlio Benedetti Asistencia: 45 espectadores Árbitros: Vincent Delestrée Jelena Smiljanic |  |

### Grupo F
| Pos. | Equipo       | PJ | G | P | PF  | PC  | DP  | Pts | Clasificación    |
| ---- | ------------ | -- | - | - | --- | --- | --- | --- | ---------------- |
| 1    | Serbia       | 5  | 4 | 1 | 345 | 301 | +44 | 9   | Cuartos de final |
| 2    | Italia       | 5  | 3 | 2 | 289 | 301 | −12 | 8   | Cuartos de final |
| 3    | Eslovaquia   | 5  | 3 | 2 | 318 | 279 | +39 | 8   | Cuartos de final |
| 4    | Polonia      | 5  | 2 | 3 | 271 | 288 | −17 | 7   | Cuartos de final |
| 5    | Ucrania      | 5  | 2 | 3 | 284 | 321 | −37 | 7   | Cuadro 9º-16º    |
| 6    | Países Bajos | 5  | 1 | 4 | 263 | 280 | −17 | 6   | Cuadro 9º-16º    |

 Fuente: FIBA
Notas:
1. 1 2  Italia 60–57 Eslovaquia
2. 1 2  Polonia 67–54 Ucrania

Jornada 1
| 7 de julio | Ucrania                                                              | 59–50                                | Países Bajos                                        | Udine |  |
| 16:15      | Parciales: 18–14, 11–18, 18–6, 12–12                                 | Parciales: 18–14, 11–18, 18–6, 12–12 | Parciales: 18–14, 11–18, 18–6, 12–12                | |  |
|            | Estadísticas Uro-Nilie 18 Yurkevichus 22 Skorbatyuk 6 Yurkevichus 21 | Reporte Pts Reb Asts Val             | Estadísticas 13 Guijt 11 Treffers 3 Klerx 9 Zappeij | Pabellón: Palasport Manlio Benedetti Asistencia: 50 espectadores Árbitros: Kimiko Nakadake Andrei Sharapa |  |

| 7 de julio | Polonia                                                          | 42–58                              | Eslovaquia                                                                | Udine                                                                                                   |  |
| 18:30      | Parciales: 15–14, 12–21, 9–17, 6–6                               | Parciales: 15–14, 12–21, 9–17, 6–6 | Parciales: 15–14, 12–21, 9–17, 6–6                                        | |  |
|            | Estadísticas Stankiewicz 11 Jakubiuk 7 Stankiewicz 2 Jakubiuk 16 | Reporte Pts Reb Asts Val           | Estadísticas 22 Hruščáková 6 Dudášová 8 Wrzesiński 22 Slamová, Wrzesiński | Pabellón: Palasport Manlio Benedetti Asistencia: 50 espectadores Árbitros: Vincent Delestrée Åsa Jernmo |  |

| 7 de julio | Italia                                                     | 77–67                                 | Serbia                                                           | Udine |  |
| 20:45      | Parciales: 17–21, 26–21, 11–15, 23–10                      | Parciales: 17–21, 26–21, 11–15, 23–10 | Parciales: 17–21, 26–21, 11–15, 23–10                            | |  |
|            | Estadísticas Milazzo 25 Penna, Ercoli 7 Milazzo 4 Penna 22 | Reporte Pts Reb Asts Val              | Estadísticas 21 Crvendakić 12 Stanković 6 Stanaćev 19 Crvendakić | Pabellón: Palasport Manlio Benedetti Asistencia: 400 espectadores Árbitros: Maj Kazuko Forsberg Dariusz Zapolski |  |

Jornada 2
| 8 de julio | Eslovaquia                                                                | 64–46                               | Países Bajos                                                  | Udine                                                                                                  |  |
| 18:30      | Parciales: 14–9, 12–12, 21–8, 17–17                                       | Parciales: 14–9, 12–12, 21–8, 17–17 | Parciales: 14–9, 12–12, 21–8, 17–17                           | |  |
|            | Estadísticas Hruščáková 24 Dudášová, Hruščáková 5 Slamová 5 Hruščáková 28 | Reporte Pts Reb Asts Val            | Estadísticas 11 Klerx 9 Treffers 2 tres jugadoras 10 Treffers | Pabellón: Palasport Manlio Benedetti Asistencia: 50 espectadores Árbitros: Jelena Tomic Laurie Meboung |  |

| 8 de julio | Italia                                                    | 54–56                                 | Ucrania                                                            | Udine |  |
| 20:45      | Parciales: 12–17, 15–12, 10–17, 17–10                     | Parciales: 12–17, 15–12, 10–17, 17–10 | Parciales: 12–17, 15–12, 10–17, 17–10                              | |  |
|            | Estadísticas Gambarini 15 Ercoli 9 Milazzo 4 Gambarini 11 | Reporte Pts Reb Asts Val              | Estadísticas 18 Horobets 18 Yurkevichus 5 Krayevska 17 Yurkevichus | Pabellón: Palasport Manlio Benedetti Asistencia: 350 espectadores Árbitros: Marek Kúkelčík Vasiliki Tsaroucha |  |

| 8 de julio | Serbia                                                         | 67–51                               | Polonia                                                | Udine |  |
| 20:45      | Parciales: 15–23, 17–10, 20–9, 15–9                            | Parciales: 15–23, 17–10, 20–9, 15–9 | Parciales: 15–23, 17–10, 20–9, 15–9                    | |  |
|            | Estadísticas Stanković 18 Stanković 14 Stanaćev 4 Stanković 25 | Reporte Pts Reb Asts Val            | Estadísticas 11 Puss 7 Fiszer 3 Fiszer 10 Fiszer, Puss | Pabellón: Palasport Manlio Benedetti Asistencia: 60 espectadores Árbitros: Fabiana Martinescu Andrei Sharapa |  |

Jornada 3
| 9 de julio | Países Bajos                                                | 52–63                                | Serbia                                                               | Udine |  |
| 16:15      | Parciales: 14–17, 10–19, 12–19, 16–8                        | Parciales: 14–17, 10–19, 12–19, 16–8 | Parciales: 14–17, 10–19, 12–19, 16–8                                 | |  |
|            | Estadísticas Treffers 16 Treffers 12 de Jonge 4 Treffers 14 | Reporte Pts Reb Asts Val             | Estadísticas 14 Vučković 9 Crvendakić 4 Stanaćev, Mandić 16 Vučković | Pabellón: Palasport Manlio Benedetti Asistencia: 100 espectadores Árbitros: Åsa Jernmo Vasiliki Tsaroucha |  |

| 9 de julio | Polonia                                                | 67–54                                | Ucrania                                                                       | Udine                                                                                                   |  |
| 16:15      | Parciales: 17–19, 13–17, 14–11, 23–7                   | Parciales: 17–19, 13–17, 14–11, 23–7 | Parciales: 17–19, 13–17, 14–11, 23–7                                          | |  |
|            | Estadísticas Jakubiuk 20 Fiszer 8 Fiszer 5 Jakubiuk 21 | Reporte Pts Reb Asts Val             | Estadísticas 22 Horobets 14 Yurkevichus 2 Skorbatyuk, Horobets 25 Yurkevichus | Pabellón: Palasport Manlio Benedetti Asistencia: 100 espectadores Árbitros: Jelena Tomic Andrei Sharapa |  |

| 9 de julio | Eslovaquia                                                         | 57–60                               | Italia                                              | Udine |  |
| 20:45      | Parciales: 8–13, 16–7, 16–22, 17–18                                | Parciales: 8–13, 16–7, 16–22, 17–18 | Parciales: 8–13, 16–7, 16–22, 17–18                 | |  |
|            | Estadísticas Hruščáková 18 Wrzesiński 7 Wrzesiński 5 Wrzesiński 16 | Reporte Pts Reb Asts Val            | Estadísticas 20 Penna 9 Ercoli 5 Gambarini 18 Penna | Pabellón: Palasport Manlio Benedetti Asistencia: 400 espectadores Árbitros: Kimiko Nakadake Fernando Calatrava |  |

## Fase de clasificación

### Grupo G
El último clasificado de cada grupo de la primera ronda compitió en este grupo, con formato round-robin, para determinar los cuatro no cabezas de serie en los playoffs del 9.º al 16.º lugar.
| Pos. | Equipo      | PJ | G | P | PF  | PC  | DP  | Pts |
| ---- | ----------- | -- | - | - | --- | --- | --- | --- |
| 1    | Bélgica     | 3  | 3 | 0 | 157 | 145 | +12 | 6   |
| 2    | Bielorrusia | 3  | 2 | 1 | 184 | 142 | +42 | 5   |
| 3    | Suecia      | 3  | 1 | 2 | 142 | 152 | −10 | 4   |
| 4    | Grecia      | 3  | 0 | 3 | 142 | 152 | −10 | 3   |

 Fuente: FIBA
Jornada 1
| 7 de julio | Bélgica                                                      | 51–48                                | Bielorrusia                                                            | Udine |  |
| 14:00      | Parciales: 12–12, 8–12, 17–10, 14–14                         | Parciales: 12–12, 8–12, 17–10, 14–14 | Parciales: 12–12, 8–12, 17–10, 14–14                                   | |  |
|            | Estadísticas Nauwelaers 14 Adams 7 Goyvaerts 3 Nauwelaers 12 | Reporte Pts Reb Asts Val             | Estadísticas 18 Papova 14 Papova 2 Karasevich, Vabishchevich 25 Papova | Pabellón: Palasport Manlio Benedetti Asistencia: 100 espectadores Árbitros: Ilona Kučerová Fabiana Martinescu |  |

| 7 de julio | Grecia                                                         | 39–55                               | Suecia                                                       | Udine |  |
| 14:00      | Parciales: 16–14, 8–10, 5–17, 10–14                            | Parciales: 16–14, 8–10, 5–17, 10–14 | Parciales: 16–14, 8–10, 5–17, 10–14                          | |  |
|            | Estadísticas Stamolamprou 26 Tarla 8 Kyratzi 3 Stamolamprou 18 | Reporte Pts Reb Asts Val            | Estadísticas 20 Ilic 11 Jakovljević 2 tres jugadoras 22 Ilic | Pabellón: Palasport Manlio Benedetti Asistencia: 100 espectadores Árbitros: Oskars Lucis Jelena Smiljanic |  |

Jornada 2
| 8 de julio | Suecia                                                 | 43–45                               | Bélgica                                                            | Udine                                                                                                 |  |
| 14:00      | Parciales: 10–12, 12–13, 9–12, 12–8                    | Parciales: 10–12, 12–13, 9–12, 12–8 | Parciales: 10–12, 12–13, 9–12, 12–8                                | |  |
|            | Estadísticas Ilic, Hanson 10 Mirkovic 5 Ilic 2 Ilic 10 | Reporte Pts Reb Asts Val            | Estadísticas 13 Goyvaerts 19 Grzesinski 3 Grzesinski 25 Grzesinski | Pabellón: Palasport Manlio Benedetti Asistencia: 50 espectadores Árbitros: Mila Cavara Manuel Mazzoni |  |

| 8 de julio | Bielorrusia                                                              | 68–47                                 | Grecia                                           | Udine |  |
| 14:00      | Parciales: 18–10, 15–13, 18–12, 17–12                                    | Parciales: 18–10, 15–13, 18–12, 17–12 | Parciales: 18–10, 15–13, 18–12, 17–12            | |  |
|            | Estadísticas Vabishchevich 18 Papova 15 Karasevich, Haponava 4 Papova 25 | Reporte Pts Reb Asts Val              | Estadísticas 16 Tarla 7 Tarla 2 Kyratzi 14 Tarla | Pabellón: Palasport Manlio Benedetti Asistencia: 50 espectadores Árbitros: Kimiko Nakadake Dariusz Zapolski |  |

Jornada 3
| 9 de julio | Bélgica                                                                         | 61–54                                 | Grecia                                                                   | Udine |  |
| 14:00      | Parciales: 16–12, 14–12, 10–17, 21–13                                           | Parciales: 16–12, 14–12, 10–17, 21–13 | Parciales: 16–12, 14–12, 10–17, 21–13                                    | |  |
|            | Estadísticas Goyvaerts 20 Nahwezhi-Bende 12 de Baets 3 Nauwelaers, Goyvaerts 18 | Reporte Pts Reb Asts Val              | Estadísticas 10 Angelidou] 5 Priona 2 Stamolamprou, Kyratzi 10 Angelidou | Pabellón: Palasport Manlio Benedetti Asistencia: 50 espectadores Árbitros: Carole Delaune Marek Kúkelčík |  |

| 9 de julio | Suecia                                                                    | 44–68                              | Bielorrusia                                                         | Udine |  |
| 14:00      | Parciales: 19–26, 9–11, 11–8, 5–23                                        | Parciales: 19–26, 9–11, 11–8, 5–23 | Parciales: 19–26, 9–11, 11–8, 5–23                                  | |  |
|            | Estadísticas Ilic, Hersler 8 Hersler, Mirkovic 6 Jakovljević 4 Mirkovic 9 | Reporte Pts Reb Asts Val           | Estadísticas 20 Papova 7 Vabishchevich, Papova Karasevich 27 Papova | Pabellón: Palasport Manlio Benedetti Asistencia: 50 espectadores Árbitros: Maj Kazuko Forsberg Laurie Meboung |  |

### Cuadro por el 9.º-16.º lugar
|  | Partido 13.er lugar | Partido 13.er lugar |                 |        | Semifinales 13.er-16.º | Semifinales 13.er-16.º |                 |             | Cuartos de final 9.º-16.º | Cuartos de final 9.º-16.º |         |         | Semifinales 9.º-12.º | Semifinales 9.º-12.º |  |  | Partido 9.º. lugar | Partido 9.º. lugar |
|  |                     |                     |                 |        |                        |                        |                 |             |                           |                           |         |         |                      |                      |  |  |                    |                    |
|  |                     |                     |                 |        |                        |                        |                 |             | 11 de julio               |                           |         |         |                      |                      |  |  |                    |                    |
|  |                     |                     |                 |        |                        |                        |                 |             |                           |                           |         |         |                      |                      |  |  |                    |                    |
|  | 13 de julio         | 13 de julio         |                 |        | 12 de julio            | 12 de julio            |                 |             | Turquía                   | 50                        |         |         | 12 de julio          | 12 de julio          |  |  | 13 de julio        | 13 de julio        |
|  | 13 de julio         | 13 de julio         |                 |        | 12 de julio            | 12 de julio            |                 |             | Turquía                   | 50                        |         |         | 12 de julio          | 12 de julio          |  |  | 13 de julio        | 13 de julio        |
|  | 13 de julio         | 13 de julio         |                 |        | 12 de julio            | 12 de julio            | Grecia          | 39          |                           |                           |         |         | 12 de julio          | 12 de julio          |  |  | 13 de julio        | 13 de julio        |
|  | 13 de julio         | 13 de julio         |                 | Grecia | 48                     |                        | Grecia          | 39          |                           |                           |         | Turquía | 73                   |                      |  |  | 13 de julio        | 13 de julio        |
|  | 13 de julio         | 13 de julio         | 11 de julio     | Grecia | 48                     |                        |                 |             |                           |                           |         | Turquía | 73                   |                      |  |  | 13 de julio        | 13 de julio        |
|  | 13 de julio         | 13 de julio         |                 |        | Bélgica                | 60                     |                 |             | República Checa           | 60                        |         |         |                      |                      |  |  | 13 de julio        | 13 de julio        |
|  | 13 de julio         | 13 de julio         | República Checa | 56     | Bélgica                | 60                     |                 |             | República Checa           | 60                        |         |         |                      |                      |  |  | 13 de julio        | 13 de julio        |
|  | 13 de julio         | 13 de julio         | República Checa | 56     |                        |                        |                 |             |                           |                           |         |         |                      |                      |  |  | 13 de julio        | 13 de julio        |
|  | 13 de julio         | 13 de julio         |                 |        | Bélgica                | 44                     |                 |             |                           |                           |         |         |                      |                      |  |  | 13 de julio        | 13 de julio        |
|  | Bélgica             | 47                  |                 |        | Bélgica                | 44                     | Turquía         | 60          |                           |                           |         |         |                      |                      |  |  |                    |                    |
|  | Bélgica             | 47                  | 11 de julio     |        |                        |                        | Turquía         | 60          |                           |                           |         |         |                      |                      |  |  |                    |                    |
|  | Bielorrusia         | 41                  |                 |        | Países Bajos           | 45                     |                 |             |                           |                           |         |         |                      |                      |  |  |                    |                    |
|  | Bielorrusia         | 41                  | Ucrania         | 56     | Países Bajos           | 45                     |                 |             |                           |                           |         |         |                      |                      |  |  |                    |                    |
|  |                     |                     | Ucrania         | 56     | 12 de julio            | 12 de julio            | 12 de julio     | 12 de julio |                           |                           |         |         |                      |                      |  |  |                    |                    |
|  |                     |                     | Suecia          | 47     | 12 de julio            | 12 de julio            | 12 de julio     | 12 de julio |                           |                           |         |         |                      |                      |  |  |                    |                    |
|  | Partido 15.º lugar  | Partido 15.º lugar  | Suecia          | 47     | Suecia                 | 57                     |                 |             |                           |                           | Ucrania | 59      | Partido 11.º lugar   | Partido 11.º lugar   |  |  |                    |                    |
|  | Partido 15.º lugar  | Partido 15.º lugar  | 11 de julio     |        | Suecia                 | 57                     |                 |             |                           |                           | Ucrania | 59      | Partido 11.º lugar   | Partido 11.º lugar   |  |  |                    |                    |
|  | 13 de julio         | 13 de julio         |                 |        | Bielorrusia            | 67                     |                 |             | Países Bajos              | 84                        |         |         | 13 de julio          | 13 de julio          |  |  |                    |                    |
|  | Grecia              | 50                  | Países Bajos    | 64     | Bielorrusia            | 67                     | República Checa | 64          | Países Bajos              | 84                        |         |         |                      |                      |  |  |                    |                    |
|  | Grecia              | 50                  | Países Bajos    | 64     |                        |                        | República Checa | 64          |                           |                           |         |         |                      |                      |  |  |                    |                    |
|  | Suecia              | 59                  |                 |        | Bielorrusia            | 61                     |                 |             | Ucrania                   | 57                        |         |         |                      |                      |  |  |                    |                    |

#### Cuartos de final del 9º–16º lugar
| 11 de julio | Turquía                                                  | 50–39                              | Grecia                                                                 | Udine                                                                                                  |  |
| 14:00       | Parciales: 12–9, 10–3, 6–14, 22–13                       | Parciales: 12–9, 10–3, 6–14, 22–13 | Parciales: 12–9, 10–3, 6–14, 22–13                                     | |  |
|             | Estadísticas Şenyürek 13 Şenyürek 9 Köksal 3 Şenyürek 22 | Reporte Pts Reb Asts Val           | Estadísticas 16 Stamolamprou 12 Tarla 2 Stamolamprou, Kyratzi 14 Tarla | Pabellón: Palasport Manlio Benedetti Asistencia: 50 espectadores Árbitros: Jelena Tomic Manuel Mazzoni |  |

| 11 de julio | República Checa                                                            | 56–44                               | Bélgica                                                                             | Udine |  |
| 16:15       | Parciales: 13–14, 12–9, 17–12, 14–9                                        | Parciales: 13–14, 12–9, 17–12, 14–9 | Parciales: 13–14, 12–9, 17–12, 14–9                                                 | |  |
|             | Estadísticas Vyoralová 17 Vyoralová 10 Havlíková, Vyoralová 2 Vyoralová 26 | Reporte Pts Reb Asts Val            | Estadísticas 11 Goyvaerts 5 Nahwezhi-Bende, Goyvaerts 3 de Baets 6 Goyvaerts, Adams | Pabellón: Palasport Manlio Benedetti Asistencia: 45 espectadores Árbitros: Laurie Meboung Fernando Calatrava |  |

| 11 de julio | Países Bajos                                                       | 64–61                                | Bielorrusia                                                         | Udine |  |
| 18:30       | Parciales: 17–20, 21–15, 8–16, 18–10                               | Parciales: 17–20, 21–15, 8–16, 18–10 | Parciales: 17–20, 21–15, 8–16, 18–10                                | |  |
|             | Estadísticas Guijt 12 Treffers 19 de Jonge, Treffers 2 Treffers 18 | Reporte Pts Reb Asts Val             | Estadísticas 16 Karasevich, Papova 10 Papova 2 Karasevich 16 Papova | Pabellón: Palasport Manlio Benedetti Asistencia: 50 espectadores Árbitros: Jelena Smiljanić Marek Kúkelčík |  |

| 11 de julio | Ucrania                                                            | 56–47                               | Suecia                                                              | Udine |  |
| 20:45       | Parciales: 10–18, 14–9, 18–6, 14–14                                | Parciales: 10–18, 14–9, 18–6, 14–14 | Parciales: 10–18, 14–9, 18–6, 14–14                                 | |  |
|             | Estadísticas Horobets 17 Yurkevichus 22 Skorbatyuk 5 Skorbatyuk 18 | Reporte Pts Reb Asts Val            | Estadísticas 13 Mirkovic 11 Mirkovic 2 Claesson, Hanson 16 Mirkovic | Pabellón: Palasport Manlio Benedetti Asistencia: 55 espectadores Árbitros: Kimiko Nakadake Manuel Mazzoni |  |

#### Semifinales del 13º–16º lugar
| 12 de julio | Grecia                                                                             | 48–60                                | Bélgica                                            | Udine |  |
| 14:00       | Parciales: 6–13, 13–12, 13–19, 16–16                                               | Parciales: 6–13, 13–12, 13–19, 16–16 | Parciales: 6–13, 13–12, 13–19, 16–16               | |  |
|             | Estadísticas Stamolamprou 14 Emmanouilidou, Tarla 5 Emmanouilidou 2 Kalomitsini 14 | Reporte Pts Reb Asts Val             | Estadísticas 16 Goyvaerts 9 Adams 3 Adams 20 Adams | Pabellón: Palasport Manlio Benedetti Asistencia: 50 espectadores Árbitros: Maj Kazuko Forsberg Marek Kúkelčík |  |

| 12 de julio | Suecia                                                    | 57–67                                | Bielorrusia                                                          | Udine                                                                                                  |  |
| 16:15       | Parciales: 18–21, 9–12, 11–17, 19–17                      | Parciales: 18–21, 9–12, 11–17, 19–17 | Parciales: 18–21, 9–12, 11–17, 19–17                                 | |  |
|             | Estadísticas Claesson 13 Mirkovic 7 Mirkovic 3 Hersler 12 | Reporte Pts Reb Asts Val             | Estadísticas 22 Papova 12 Kiuliak 2 Vabishchevich, Papova 29 Kiuliak | Pabellón: Palasport Manlio Benedetti Asistencia: 50 espectadores Árbitros: Ilona Kučerová Jelena Tomic |  |

#### Semifinales del 9º–12º lugar
| 12 de julio | Turquía                                               | 73–60                                 | República Checa                                                      | Udine |  |
| 18:30       | Parciales: 16–16, 17–18, 17–11, 23–15                 | Parciales: 16–16, 17–18, 17–11, 23–15 | Parciales: 16–16, 17–18, 17–11, 23–15                                | |  |
|             | Estadísticas Köksal 16 Emirtekin 9 Bilgiç 4 Köksal 19 | Reporte Pts Reb Asts Val              | Estadísticas 13 Vojtíková 9 Hošková 3 Andělová, Havlíková 17 Hošková | Pabellón: Palasport Manlio Benedetti Asistencia: 50 espectadores Árbitros: Kimiko Nakadake Dariusz Zapolski |  |

| 12 de julio | Ucrania                                                     | 59–85                                 | Países Bajos                                        | Udine |  |
| 20:45       | Parciales: 13–18, 11–26, 15–15, 20–26                       | Parciales: 13–18, 11–26, 15–15, 20–26 | Parciales: 13–18, 11–26, 15–15, 20–26               | |  |
|             | Estadísticas Khomiak 10 Yurkevichus 10 Kunda 2 Yurkevichu 9 | Reporte Pts Reb Asts Val              | Estadísticas 21 Guijt 10 Zappeij 6 Zappeij 20 Guijt | Pabellón: Palasport Manlio Benedetti Asistencia: 50 espectadores Árbitros: Vincent Delestrée Laurie Meboung |  |

#### Partido por el 15º lugar
| 13 de julio | Grecia                                                | 50–59                                | Suecia                                                  | Udine |  |
| 10:30       | Parciales: 12–12, 11–18, 15–9, 12–20                  | Parciales: 12–12, 11–18, 15–9, 12–20 | Parciales: 12–12, 11–18, 15–9, 12–20                    | |  |
|             | Estadísticas Tarla 25 Tarla 7 Stamolamprou 2 Tarla 22 | Reporte Pts Reb Asts Val             | Estadísticas 16 Claesson 9 Hanson 4 Mirkovic 18 Hersler | Pabellón: Palasport Manlio Benedetti Asistencia: 50 espectadores Árbitros: Vladyslav Isachenko Mila Cavara Marek Kúkelčík |  |

#### Partido por el 13º lugar
| 13 de julio | Bélgica                                                                | 47–41                              | Bielorrusia                                                        | Udine |  |
| 12:45       | Parciales: 10–4, 15–10, 9–18, 13–9                                     | Parciales: 10–4, 15–10, 9–18, 13–9 | Parciales: 10–4, 15–10, 9–18, 13–9                                 | |  |
|             | Estadísticas Adams 12 Nauwelaers 9 de Baets, Goyvaerts 2 Nauwelaers 11 | Reporte Pts Reb Asts Val           | Estadísticas 10 Tsarevich, Karasevich 12 Papova 3 Papova 14 Papova | Pabellón: Palasport Manlio Benedetti Asistencia: 50 espectadores Árbitros: Aytuğ Ekti Manuel Mazzoni Ilona Kučerová |  |

#### Partido por el 11º lugar
| 13 de julio | República Checa                                                              | 64–57                                | Ucrania                                                                            | Udine |  |
| 15:00       | Parciales: 19–11, 18–18, 12–20, 15–8                                         | Parciales: 19–11, 18–18, 12–20, 15–8 | Parciales: 19–11, 18–18, 12–20, 15–8                                               | |  |
|             | Estadísticas Vojtíková 16 Burzová, Vojtíková 7 Hošková, Samková 2 Burzová 18 | Reporte Pts Reb Asts Val             | Estadísticas 18 Yurkevichus 18 Yurkevichus 2 Krayevska, Yurkevichus 25 Yurkevichus | Pabellón: Palasport Manlio Benedetti Asistencia: 40 espectadores Árbitros: Maka Kupatadze Vasiliki Tsaroucha Jelena Smiljanic |  |

#### Partido por el 9º lugar
| 13 de julio | Turquía                                                 | 60–45                              | Países Bajos                                             | Udine |  |
| 17:15       | Parciales: 26–16, 18–5, 9–14, 7–10                      | Parciales: 26–16, 18–5, 9–14, 7–10 | Parciales: 26–16, 18–5, 9–14, 7–10                       | |  |
|             | Estadísticas Şenyürek 19 Coklar 14 Bilgiç 4 Şenyürek 19 | Reporte Pts Reb Asts Val           | Estadísticas 13 Klerx 15 Treffers 1 Hoveling 15 Treffers | Pabellón: Palasport Manlio Benedetti Asistencia: 45 espectadores Árbitros: Vladyslav Isachenko Oskars Lucis Jelena Tomic |  |

### Cuadro por el 5º-8º lugar
|  | Semifinales 5º-8º | Semifinales 5º-8º |         |         | Partido 5º lugar | Partido 5º lugar |  |
|  | 12 de julio       | 12 de julio       |         |         | 13 de julio      | 13 de julio      |  |
|  |                   |                   |         |         |                  |                  |  |
|  |                   |                   |         |         |                  |                  |  |
|  | Letonia           | 60                |         |         |                  |                  |  |
|  | Letonia           | 60                |         |         |                  |                  |  |
|  | Eslovaquia        | 59                |         |         |                  |                  |  |
|  | Eslovaquia        | 59                |         | Letonia | 60               |                  |  |
|  |                   |                   |         | Letonia | 60               |                  |  |
|  |                   |                   | Polonia | 46      |                  |                  |  |
|  | Polonia           | 69                | Polonia | 46      |                  |                  |  |
|  | Polonia           | 69                |         |         |                  |                  |  |
|  | Rusia             | 65                |         |         | Partido 7º lugar | Partido 7º lugar |  |
|  | Rusia             | 65                |         |         | Partido 7º lugar | Partido 7º lugar |  |
|  |                   |                   |         |         |                  |                  |  |
|  |                   |                   |         |         | Eslovaquia       | 50               |  |
|  |                   |                   |         |         | Eslovaquia       | 50               |  |
|  |                   |                   |         |         | Rusia            | 68               |  |
|  |                   |                   |         |         | Rusia            | 68               |  |
|  |                   |                   |         |         |                  |                  |  |

#### Semifinales del 5º–8º lugar
| 12 de julio | Letonia                                                       | 60–59                                | Eslovaquia                                                       | Udine                                                                                                   |  |
| 14:00       | Parciales: 18–12, 15–20, 10–9, 17–18                          | Parciales: 18–12, 15–20, 10–9, 17–18 | Parciales: 18–12, 15–20, 10–9, 17–18                             | |  |
|             | Estadísticas K. Aizsila 17 Stipra 9 Laksa 2 tres jugadoras 10 | Reporte Pts Reb Asts Val             | Estadísticas 18 Slamová 16 Hruščáková 4 Wrzesiński 17 Hruščáková | Pabellón: Palasport Manlio Benedetti Asistencia: 50 espectadores Árbitros: Mila Cavara Jelena Smiljanic |  |

| 12 de julio | Polonia                                           | 69–65                                 | Rusia                                                                         | Udine |  |
| 16:15       | Parciales: 16–14, 16–18, 13–20, 24–13             | Parciales: 16–14, 16–18, 13–20, 24–13 | Parciales: 16–14, 16–18, 13–20, 24–13                                         | |  |
|             | Estadísticas Puss 23 Jakubiuk 7 Woźniak 4 Puss 24 | Reporte Pts Reb Asts Val              | Estadísticas 18 Pachurina 8 Novikova, Pachurina 3 tres jugadoras 27 Pachurina | Pabellón: Palasport Manlio Benedetti Asistencia: 70 espectadores Árbitros: Åsa Jernmo Vasiliki Tsaroucha |  |

#### Partido por el 7º lugar
| 13 de julio | Rusia                                                              | 68–50                               | Eslovaquia                                                    | Udine                                                                                                |  |
| 14:00       | Parciales: 18–6, 16–21, 21–15, 13–8                                | Parciales: 18–6, 16–21, 21–15, 13–8 | Parciales: 18–6, 16–21, 21–15, 13–8                           | |  |
|             | Estadísticas Razheva 14 Pachurina 10 cinco jugadoras 2 Novikova 19 | Reporte Pts Reb Asts Val            | Estadísticas 13 Slamová 5 Wrzesiński 5 Dudášová 11 Páleníková | Pabellón: Palasport Manlio Benedetti Asistencia: 50 espectadores Árbitros: Åsa Jernmo Andrei Sharapa |  |

#### Partido por el 5º lugar
| 13 de julio | Polonia                                                          | 46–60                               | Letonia                                              | Udine |  |
| 16:15       | Parciales: 13–16, 15–9, 8–17, 10–18                              | Parciales: 13–16, 15–9, 8–17, 10–18 | Parciales: 13–16, 15–9, 8–17, 10–18                  | |  |
|             | Estadísticas Stankiewicz 21 Szajtauer 6 Woźniak 2 Stankiewicz 14 | Reporte Pts Reb Asts Val            | Estadísticas 20 Vilka 12 Stipra 3 Jākobsone 22 Vilka | Pabellón: Palasport Manlio Benedetti Asistencia: 100 espectadores Árbitros: Vincent Delestrée Kimiko Nakadake |  |

## Cuadro final
Todos los horarios corresponden al huso horario local (Horario de verano de Europa occidental – UTC+1).
|  | Cuartos de final | Cuartos de final | Cuartos de final |         |        | Semifinales | Semifinales | Semifinales |        |              | Final        | Final        | Final       |  |
|  | 11 de julio      | 11 de julio      | 11 de julio      |         |        | 12 de julio | 12 de julio | 12 de julio |        |              | 13 de julio  | 13 de julio  | 13 de julio |  |
|  |                  |                  |                  |         |        |             |             |             |        |              |              |              |             |  |
|  |                  |                  |                  |         |        |             |             |             |        |              |              |              |             |  |
|  | F1               | Serbia           | 79               |         |        |             |             |             |        |              |              |              |             |  |
|  | F1               | Serbia           | 79               |         |        |             |             |             |        |              |              |              |             |  |
|  | E4               | Letonia          | 50               |         |        |             |             |             |        |              |              |              |             |  |
|  | E4               | Letonia          | 50               |         | Serbia | Serbia      | 44          |             |        |              |              |              |             |  |
|  |                  |                  |                  |         | Serbia | Serbia      | 44          |             |        |              |              |              |             |  |
|  |                  |                  | Francia          | Francia | 50     |             |             |             |        |              |              |              |             |  |
|  | E2               | Francia          | Francia          | Francia | 50     | 66          |             |             |        |              |              |              |             |  |
|  | E2               | Francia          |                  |         |        |             |             |             |        |              |              |              |             |  |
|  | F3               | Eslovaquia       | 61               |         |        |             |             |             |        |              |              |              |             |  |
|  | F3               | Eslovaquia       | 61               |         |        |             |             |             |        | Francia TE   | Francia TE   | 47           |             |  |
|  |                  |                  |                  |         |        |             |             |             |        | Francia TE   | Francia TE   | 47           |             |  |
|  |                  |                  | España           | España  | 42     |             |             |             |        |              |              |              |             |  |
|  | E1               | España           | España           | España  | 42     | 49          |             |             |        |              |              |              |             |  |
|  | E1               | España           |                  |         |        |             |             |             |        |              |              |              |             |  |
|  | F4               | Polonia          | 35               |         |        |             |             |             |        |              |              |              |             |  |
|  | F4               | Polonia          | 35               |         | España | España      | 64          |             |        | Tercer lugar | Tercer lugar | Tercer lugar |             |  |
|  |                  |                  |                  |         | España | España      | 64          |             |        | Tercer lugar | Tercer lugar | Tercer lugar |             |  |
|  |                  |                  | Italia           | Italia  | 46     |             |             |             |        |              |              |              |             |  |
|  | F2               | Italia           | Italia           | Italia  | 46     | 73          |             |             | Serbia | Serbia       | 63           |              |             |  |
|  | F2               | Italia           |                  |         |        |             |             |             | Serbia | Serbia       | 63           |              |             |  |
|  | E3               | Rusia            | 64               |         |        |             |             |             |        |              | Italia       | Italia       | 68          |  |
|  | E3               | Rusia            | 64               |         |        |             |             |             |        |              | Italia       | Italia       | 68          |  |
|  |                  |                  |                  |         |        |             |             |             |        |              |              |              |             |  |

#### Cuartos de final
| 11 de julio | Francia                                                            | 66–61                                 | Eslovaquia                                                       | Udine |  |
| 14:00       | Parciales: 18–14, 13–18, 17–16, 18–17                              | Parciales: 18–14, 13–18, 17–16, 18–17 | Parciales: 18–14, 13–18, 17–16, 18–17                            | |  |
|             | Estadísticas Badiane, Turčinović 14 Badiane 15 Époupa 4 Badiane 25 | Reporte Pts Reb Asts Val              | Estadísticas 19 Hruščáková 9 Hruščáková 3 Dudášová 22 Hruščáková | Pabellón: Palasport Manlio Benedetti Asistencia: 60 espectadores Árbitros: Andrei Sharapa Vasiliki Tsaroucha |  |

| 11 de julio | Serbia                                                         | 79–50                                | Letonia                                                  | Udine |  |
| 16:15       | Parciales: 21–12, 20–20, 20–12, 18–6                           | Parciales: 21–12, 20–20, 20–12, 18–6 | Parciales: 21–12, 20–20, 20–12, 18–6                     | |  |
|             | Estadísticas Stanković 25 Stanković 14 Stanaćev 9 Stanković 31 | Reporte Pts Reb Asts Val             | Estadísticas 10 A. Aizsila 8 Vilka 3 Vilka 13 A. Aizsila | Pabellón: Palasport Manlio Benedetti Asistencia: 100 espectadores Árbitros: Andrej Lovšin Vincent Delestrée |  |

| 11 de julio | España                                                     | 49–35                               | Polonia                                                           | Udine |  |
| 18:30       | Parciales: 12–4, 11–13, 16–6, 10–12                        | Parciales: 12–4, 11–13, 16–6, 10–12 | Parciales: 12–4, 11–13, 16–6, 10–12                               | |  |
|             | Estadísticas Ndour 16 Ndour 14 Romero, Lizarazu 4 Ndour 26 | Reporte Pts Reb Asts Val            | Estadísticas 19 Stankiewicz 10 Szajtauer 2 Puss 11 tres jugadoras | Pabellón: Palasport Manlio Benedetti Asistencia: 120 espectadores Árbitros: Åsa Jernmo Maj Kazuko Forsberg |  |

| 11 de julio | Italia                                             | 73–64                                 | Rusia                                                      | Udine                                                                                                  |  |
| 20:45       | Parciales: 11–17, 16–15, 21–18, 25–14              | Parciales: 11–17, 16–15, 21–18, 25–14 | Parciales: 11–17, 16–15, 21–18, 25–14                      | |  |
|             | Estadísticas Penna 16 Ercoli 10 Milazzo 5 Penna 19 | Reporte Pts Reb Asts Val              | Estadísticas 19 Gladkova 10 Novikova 2 Gladkova 14 Razheva | Pabellón: Palasport Manlio Benedetti Asistencia: 700 espectadores Árbitros: Ilona Kučerová Mila Cavara |  |

#### Semifinales
| 12 de julio | Serbia                                                                                         | 44–50                              | Francia                                             | Udine                                                                                                 |  |
| 18:30       | Parciales: 18–16, 6–10, 9–8, 11–16                                                             | Parciales: 18–16, 6–10, 9–8, 11–16 | Parciales: 18–16, 6–10, 9–8, 11–16                  | |  |
|             | Estadísticas Stanaćev, Stanković 12 Topuzović, Stanković 7 Crvendakić, Stanaćev 2 Stanković 17 | Reporte Pts Reb Asts Val           | Estadísticas 13 Époupa 11 Époupa 3 Époupa 20 Époupa | Pabellón: Palasport Manlio Benedetti Asistencia: 350 espectadores Árbitros: Aytuğ Ekti Maka Kupatadze |  |

| 12 de julio | España                                           | 64–46                              | Italia                                              | Udine                                                                                                   |  |
| 20:45       | Parciales: 21–16, 19–9, 5–12, 19–9               | Parciales: 21–16, 19–9, 5–12, 19–9 | Parciales: 21–16, 19–9, 5–12, 19–9                  | |  |
|             | Estadísticas Ndour 26 Ndour 15 Romero 8 Ndour 24 | Reporte Pts Reb Asts Val           | Estadísticas 11 Milazzo 11 Ercoli 2 Crudo 12 Ercoli | Pabellón: Palasport Manlio Benedetti Asistencia: 950 espectadores Árbitros: Oskars Lucis Andrei Sharapa |  |

#### Partido por la medalla de bronce
| 13 de julio | Italia                                                    | 68–63                                 | Serbia                                                         | Udine |  |
| 18:30       | Parciales: 15–18, 17–13, 19–19, 17–13                     | Parciales: 15–18, 17–13, 19–19, 17–13 | Parciales: 15–18, 17–13, 19–19, 17–13                          | |  |
|             | Estadísticas Gambarini 16 Ercoli 10 Gambarini 5 Ercoli 22 | Reporte Pts Reb Asts Val              | Estadísticas 16 Topuzović 10 Topuzović 9 Stanaćev 17 Topuzović | Pabellón: Palasport Manlio Benedetti Asistencia: 2000 espectadores Árbitros: Andrej Lovšin Carole Delaune Dariusz Zapolski |  |

#### Final
| 13 de julio | España                                                | 42–47 TE                                      | Francia                                                            | Udine |  |
| 20:45       | Parciales: 9–6, 11–8, 2–12, 12–8 (T.E.: 8–13)         | Parciales: 9–6, 11–8, 2–12, 12–8 (T.E.: 8–13) | Parciales: 9–6, 11–8, 2–12, 12–8 (T.E.: 8–13)                      | |  |
|             | Estadísticas Lizarazu 15 Romero 11 Romero 6 Romero 14 | Reporte Pts Reb Asts Val                      | Estadísticas 13 Badiane 15 Djaldi-Tabdi 3 Époupa, Touré 13 Badiane | Pabellón: Palasport Manlio Benedetti Asistencia: 2000 espectadores Árbitros: Elena Chernova Maj Kazuko Forsberg Fabiana Martinescu |  |

| Bandera de Francia         |
| Campeón Francia 3er título |

## Medallero
| España | Francia | Italia |
| Belén Arrojo Ana Faussurier Irene Gari Marta Montoliu Ariadna Pujol Yaiza Rodríguez Leticia Romero Marina Lizarazu Astou Ndour Carolina Esparcia Laura Quevedo Sara Zaragoza | Olivia Époupa Mamignan Touré Lidija Turčinović Ondaye Elenga Marième Badiane Mousdandy Djaldi-Tabdi Aby Gaye Marie-Ève Paget Awa Sissoko Marie Mané Lysa Millavet Élise Fagnez | Sara Crudo Ilaria Milazzo Marida Orazzo Antonia Peresson Elena Giovanna Ramò Erica Reggiani Francesca Gambarini Elisa Ercoli Giuditta Nicolodi Elisa Penna Beatrice Barberis Valentina Bonasia |

## Clasificación final
– Desciende a la División B. 
| Pos.              | Equipo          | Pts | G-P |
| ----------------- | --------------- | --- | --- |
| Medalla de oro    | Francia         | 17  | 8–1 |
| Medalla de plata  | España          | 16  | 7–2 |
| Medalla de bronce | Italia          | 15  | 6–3 |
| 4º                | Serbia          | 14  | 5–4 |
| 5º                | Letonia         | 14  | 5–4 |
| 6º                | Polonia         | 13  | 4–5 |
| 7º                | Rusia           | 14  | 5–4 |
| 8º                | Eslovaquia      | 13  | 4–5 |
| 9º                | Turquía         | 15  | 6–3 |
| 10º               | Países Bajos    | 13  | 4–5 |
| 11º               | República Checa | 12  | 3–6 |
| 12º               | Ucrania         | 13  | 4–5 |
| 13º               | Bélgica         | 14  | 5–4 |
| 14º               | Bielorrusia     | 12  | 3–6 |
| 15º               | Suecia          | 13  | 4–5 |
| 16º               | Grecia          | 9   | 0–9 |

### Premios
| Quinteto ideal                                                        |
| --------------------------------------------------------------------- |
| Olivia Époupa Leticia Romero Elisa Penna Žofia Hruščáková Astou Ndour |
| MVP: Olivia Époupa                                                    |